# 山本清博
山本 清博（やまもと きよひろ、1965年3月14日 - ） は、日本の実業家。アズビル取締役代表執行役社長。

## 人物・経歴
徳島県出身。大阪府立生野高等学校を経て、1989年京都大学大学院工学研究科修士課程衛生工学専攻修了、山武ハネウエル（現アズビル）入社。2007年ビルシステムカンパニーマーケティング本部環境マーケティング部長。2011年ビルシステムカンパニーマーケティング本部長。2012年理事ビルシステムカンパニーマーケティング本部長。2014年理事経営企画部長。2017年執行役員経営企画部長兼ビルシステムカンパニーマーケティング本部長。2018年執行役員常務ビルシステムカンパニーマーケティング本部長。2020年執行役員副社長。2020年代表取締役社長執行役員社長。2022年取締役代表執行役社長。